# 聖佩德羅索洛馬
聖佩德羅索洛馬（西班牙語：San Pedro Soloma），是危地馬拉的城鎮，位於該國西北部，由韋韋特南戈省負責管轄，面積264平方公里，海拔高度2,705米，2002年人口35,764，人口密度每平方公里135.47人。